# HD81188
HD81188 — хімічно пекулярна зоря спектрального класу B3, що має видиму зоряну величину в смузі V приблизно  2,5.
Вона  розташована на відстані близько 539,1 світлових років від Сонця.

## Пекулярний хімічний склад
HD81188 належить до Хімічно пекулярних зір з пониженим вмістом гелію 
й в її  зоряній атмосфері спостерігається нестача He у порівнянні з його вмістом в атмосфері Сонця.